# Futbol Club Barcelona 2021-2022 (femminile)
Questa voce raccoglie le informazioni riguardanti il Futbol Club Barcelona nelle competizioni ufficiali della stagione 2021-2022.

## Stagione
Durante questa stagione il Barcellona ha saputo siglare per ben due volte il record mondiale di spettatori per una partita di calcio femminile: in occasione del Clásico contro il Real Madrid, valevole per il ritorno dei quarti di finale di UEFA Women's Champions League 2021-2022, il 30 marzo 2022, le blaugrana hanno saputo vincere 5-2 di fronte a 91.553 tifosi. Appena tre settimane dopo, in sede della semifinale di andata, sempre al Camp Nou, il Barcellona ha battuto 5-1 il Wolfsburg dinnanzi a 91.648 spettatori.

## Maglie e sponsor
Le tenute di gioco sono le stesse utilizzate dal Barcellona maschile. Il fornitore tecnico per la stagione 2021-22 è Nike. Lo sponsor di maglia è Rakuten.
|  | Casa | Trasferta | Terza divisa | Quarta divisa |

## Organigramma societario
Come da sito societario:
- Direttore responsabile: Xavier Puig
- Sport manager: Markel Zubizarreta
- Allenatore: Jonatan Giráldez

## Rosa
Rosa, ruoli e numeri di maglia come da sito ufficiale e sito UEFA.com, aggiornati al 18 novembre 2021.
| N. |                     | Ruolo | Calciatrice                    |
| -- | ------------------- | ----- | ------------------------------ |
| 1  | Spagna (bandiera)   | P     | Sandra Paños                   |
| 2  | Spagna (bandiera)   | D     | Irene Paredes                  |
| 3  | Spagna (bandiera)   | D     | Jana Fernández                 |
| 4  | Spagna (bandiera)   | D     | María Pilar León               |
| 5  | Spagna (bandiera)   | D     | Melanie Serrano                |
| 6  | Spagna (bandiera)   | A     | Claudia Pina                   |
| 7  | Norvegia (bandiera) | A     | Caroline Graham Hansen         |
| 8  | Spagna (bandiera)   | D     | Marta Torrejón (vice-capitano) |
| 9  | Spagna (bandiera)   | A     | Mariona Caldentey              |
| 10 | Spagna (bandiera)   | A     | Jennifer Hermoso               |
| 11 | Spagna (bandiera)   | C     | Alexia Putellas (capitano)     |
| 12 | Spagna (bandiera)   | C     | Patricia Guijarro              |
| 13 | Spagna (bandiera)   | P     | Cata Coll                      |

| N. |                        | Ruolo | Calciatrice            |
| -- | ---------------------- | ----- | ---------------------- |
| 14 | Spagna (bandiera)      | C     | Aitana Bonmatí         |
| 15 | Spagna (bandiera)      | D     | Leila Ouahabi          |
| 16 | Svezia (bandiera)      | A     | Fridolina Rolfö        |
| 17 | Spagna (bandiera)      | D     | Andrea Pereira         |
| 18 | Svizzera (bandiera)    | D     | Ana-Maria Crnogorčević |
| 19 | Spagna (bandiera)      | A     | Bruna Vilamala         |
| 20 | Nigeria (bandiera)     | A     | Asisat Oshoala         |
| 21 | Spagna (bandiera)      | A     | Andrea Falcón          |
| 22 | Paesi Bassi (bandiera) | C     | Lieke Martens          |
| 23 | Norvegia (bandiera)    | C     | Ingrid Engen           |
| 24 | Spagna (bandiera)      | P     | Gemma Font             |
| 33 | Spagna (bandiera)      | C     | Ona Baradad            |

## Calciomercato

### Sessione estiva
| Acquisti | Acquisti        | Acquisti            | Acquisti      |
| R.       | Nome            | da                  | Modalità      |
| -------- | --------------- | ------------------- | ------------- |
| D        | Irene Paredes   | Paris Saint-Germain | definitivo    |
| C        | Ingrid Engen    | Wolfsburg           | definitivo    |
| A        | Claudia Pina    | Siviglia            | fine prestito |
| A        | Fridolina Rolfö | Wolfsburg           | definitivo    |

| Cessioni | Cessioni        | Cessioni            | Cessioni    |
| R.       | Nome            | a                   | Modalità    |
| -------- | --------------- | ------------------- | ----------- |
| D        | Emma Ramírez    | Real Sociedad       | definitivo  |
| D        | Laia Codina     | Milan               | definitivo  |
| C        | Kheira Hamraoui | Paris Saint-Germain | definitivo  |
| C        | Victoria Losada | Manchester City     | definitivo  |
| A        | Giovana Queiroz | Levante             | in prestito |

### Sessione invernale
| Acquisti | Acquisti | Acquisti | Acquisti |
| R.       | Nome     | da       | Modalità |
| -------- | -------- | -------- | -------- |
|          |          |          |          |

| Cessioni | Cessioni      | Cessioni | Cessioni    |
| R.       | Nome          | a        | Modalità    |
| -------- | ------------- | -------- | ----------- |
| C        | Andrea Falcón | Levante  | in prestito |

## Risultati

### Primera División

#### Girone di andata
| Arbitro: | Espinosa |

|                                                      |           |  |
| Vilamala 31’, 35’ Putellas 55’ Guijarro 68’ Pina 81’ | Marcatori |  |

| Arbitro: | Rivera |

|  |           |                                                       |
|  | Marcatori | 45’ Putellas 45’, 69’ Oshoala 52’ Caldentey 64’ Rolfö |

| Arbitro: | Martínez |

|                                                                                     |           |  |
| Oshoala 23’, 46’ Putellas 27’, 28’, 31’ Caldentey 32’ Martens 71’ Graham Hansen 84’ | Marcatori |  |

| Arbitro: | Gallastegui |

|  |           |                                                                              |
|  | Marcatori | 16’, 83’ Martens 28’, 53’ Putellas 36’ Torrejón 48’ Bonmatí 55’, 80’ Oshoala |

| Arbitro: | Díaz |

| |           |           |
| Vilamala 27’ Martens 37’ Crnogorčević 41’ Caldentey 47’ Graham Hansen 50’ Serrano 52’ Pina 72’ Fernández 79’ Oshoala 84’ | Marcatori | 16’ Clark |

| Arbitro: | Huerta |

|  |           |                                     |
|  | Marcatori | 35’ Oshoala 70’ Bonmatí 73’ Martens |

| Arbitro: | Frías |

|  |           |                                                              |
|  | Marcatori | 28’ (aut.) Ramírez 55’ Putellas 62’, 75’ Bonmatí 73’ Paredes |

| Arbitro: | González |

|                                                                                  |           |            |
| Rolfö 3’ Oshoala 23’, 38’ Martens 62’, 87’ Hermoso 65’ Torre 83’ (aut.) Pina 89’ | Marcatori | 8’ Franssi |

| Arbitro: | Cuesta |

|  |           |                                          |
|  | Marcatori | 20’ Oshoala 24’ Crnogorčević 38’ Hermoso |

| Arbitro: | Martinez |

|                                                  |           |  |
| Bonmatí 13’ Putellas 41’ Martens 65’ Hermoso 89’ | Marcatori |  |

| Arbitro: | Gallastegui |

|               |           |                                                                                      |
| Del Estal 44’ | Marcatori | 2’, 27’, 85’, 90’ Hermoso 5’, 16’ Crnogorčević 35’, 57’ Rolfö 81’ Pina 83’ Caldentey |

| Arbitro: | Casal |

|                                       |           |  |
| Hermoso 49’, 76’ Pina 86’ Bonmatí 89’ | Marcatori |  |

| Arbitro: | Huerta |

|             |           |                             |
| Asllani 52’ | Marcatori | 8’, 23’ Martens 18’ Paredes |

| Arbitro: | Olatz Rivera Olmedo |

|                                                               |           |  |
| Fernández 15’ M. Serrano 80’ Hermoso 87’ (rig.) Bonmatí 90+3’ | Marcatori |  |

| Arbitro: | Maria Eugenia Gil Soriano |

|                                                                                           |           |  |
| Putellas 12’, 53’ (rig.), 66’ Ulloa 22’ (aut.) Graham Hansens 26’ Martens 29’ Ouahabi 83’ | Marcatori |  |

#### Girone di ritorno
| Arbitro: | Paola Cebollada López |

|  |           |                                                                                        |
|  | Marcatori | 25’ (aut.) Peña 29’ Graham Hansens 48’ Rolfö 63’, 69’ Martens 74’ Guijarro 89’ Oshoala |

| Sant Joan Despí 12 gennaio 2022, ore 17:00 CET 17ª giornata                    | Barcellona | 5 – 0 referto | Huelva | Stadio Johan Cruijff |
| \| \| \| \| \| Martens 34’, 62’, 73’ Rolfö 75’ Putellas 79’ \| Marcatori \| \| |            |               |        |                      |
|                                                                                |            |               |        |                      |
| Martens 34’, 62’, 73’ Rolfö 75’ Putellas 79’                                   | Marcatori  |               |        |                      |

| Arbitro: | Elena Peláez Arnillas |

|             |           | |
| Ramírez 89’ | Marcatori | 10’, 45’ Oshoala 56’ Rolfö 59’ Paredes 63’ Martens 79’ Putellas 83’ Pina 87’ Hermoso 90+2’ Torrejón |

| Arbitro: | Marta Frías Acedo |

|                                 |           |  |
| Oshoala 18’, 37’, 44’ Rolfö 66’ | Marcatori |  |

| Arbitro: | Arantza Gallastegui Perez |

|           |           |                                                         |
| Pinto 86’ | Marcatori | 25’ Oshoala 33’ Guijarro 35’ Hermoso 56’ Graham Hansens |

| Sant Joan Despí 6 febbraio 2022, ore 12:00 CET 21ª giornata                                              | Barcellona | 7 – 0 referto | Eibar | Stadio Johan Cruijff |
| \| \| \| \| \| Torrejón 7’, 15’ Pina 11’ León 22’ Ouahabi 27’ Serrano 52’ Bonmatí 87’ \| Marcatori \| \| |            |               |       |                      |
| |            |               |       |                      |
| Torrejón 7’, 15’ Pina 11’ León 22’ Ouahabi 27’ Serrano 52’ Bonmatí 87’                                   | Marcatori  |               |       |                      |

| Arbitro: | María Dolores Martínez Madrona |

|  |           |                                        |
|  | Marcatori | 41’ Torrejón 50’ Oshoala 62’ Caldentey |

| Arbitro: | Elena Peláez Arnillas |

|  |           |                                                    |
|  | Marcatori | 13’, 66’, 73’ Pina 29’ Rolfö 33’ Engen 35’ Baradad |

| Arbitro: | Arantza Gallastegui Perez |

|                                                             |           |  |
| Putellas 41’, 43’ Guijarro 60’ Peter 65’ (aut.) Hermoso 82’ | Marcatori |  |

| Arbitro: | Elena Peláez Arnillas |

|          |           |                          |
| Geyse 3’ | Marcatori | 38’ Hermoso 48’ Putellas |

| Arbitro: | Raquel Suárez González |

|                                                                        |           |                |
| Pina 46’, 48’, 62’ Crnogorčević 60’ Engen 65’ Graham Hansen 72’ (rig.) | Marcatori | 12’ Paralluelo |

| Arbitro: | Patricia Luna Varo |

|  |           |                      |
|  | Marcatori | 17’ Bonmatí 81’ León |

| Sant Joan Despí 5 maggio 2022, ore 17:00 CEST 28ª giornata                                                     | Barcellona | 5 – 1 referto | Siviglia | Stadio Johan Cruijff |
| \| \| \| \| \| Toro 58’ (aut.) Oshoala 60’ Putellas 74’ Caldentey 88’ Hermoso 90’ \| Marcatori \| 39’ Payne \| |            |               |          |                      |
| |            |               |          |                      |
| Toro 58’ (aut.) Oshoala 60’ Putellas 74’ Caldentey 88’ Hermoso 90’                                             | Marcatori  | 39’ Payne     |          |                      |

| Arbitro: | Elena Casal Fernandez |

|               |           |                                                         |
| Fernández 12’ | Marcatori | 21’, 45’, 82’ Bonmatí 57’ Torrejón 64’ Pina 66’ Hermoso |

| Sant Joan Despí 15 maggio 2022, ore 12:00 CEST 30ª giornata            | Barcellona | 2 – 1 referto | Atlético Madrid | Stadio Johan Cruijff |
| \| \| \| \| \| Paredes 11’ Bonmatí 64’ \| Marcatori \| 64’ Sampedro \| |            |               |                 |                      |
|                                                                        |            |               |                 |                      |
| Paredes 11’ Bonmatí 64’                                                | Marcatori  | 64’ Sampedro  |                 |                      |

### Coppa della Regina
| Arbitro: | Suárez González (Castiglia e León) |

|                      |           |                            |
| Fernández 82’ (rig.) | Marcatori | 4’, 53’ Hermoso 42’ Alexia |

| Arbitro: | Martinez Martinez |

|  |           |                          |
|  | Marcatori | 10’ Pina 53’, 59’ Alexia |

| 25 maggio 2022, ore 21:00 CEST Semifinali | Barcellona | – | Real Madrid |  |

### UEFA Women's Champions League

#### Fase a gironi
| Arbitro: | Jana Adámková |

|                                                    |           |            |
| Caldentey 31’ Putellas 42’ Oshoala 47’ Martens 84’ | Marcatori | 74’ Maanum |

| Arbitro: | Esther Staubli |

|  |           |                                |
|  | Marcatori | 63’ Rolfö 90+5’ (rig.) Hermoso |

| Arbitro: | Sara Persson |

|                                           |           |  |
| Hermoso 5’ Putellas 19’, 33’ Torrejón 74’ | Marcatori |  |

| Arbitro: | Ivana Martinčić |

|  |           |                                                                             |
|  | Marcatori | 41’ (rig.) Putellas 53’ Paredes 57’ Bonmatí 89’ Torrejón 90+2’ Crnogorčević |

| Arbitro: | Anastasija Pustovojtova |

|  |           |                                          |
|  | Marcatori | 22’ Bonmatí 29’, 75’ Hermoso 45+2’ Rolfö |

| Arbitro: | Petra Pavlíková |

|                                                                  |           |  |
| Ouahabi 10’ Rolfö 29’ Putellas 44’ Syrstad Engen 65’ Martens 73’ | Marcatori |  |

#### Fase a eliminazione diretta
| Arbitro: | Lina Lehtovaara |

|            |           |                                     |
| Carmona 8’ | Marcatori | 53’ (rig.), 90+4’ Putellas 81’ Pina |

| Arbitro: | Stéphanie Frappart |

|                                                             |           |                                |
| León 8’ Bonmatí 52’ Pina 55’ Putellas 62’ Graham Hansen 70’ | Marcatori | 16’ (rig.) Carmona 48’ Zornoza |

| Arbitro: | Sandra Bastos |

|                                                                   |           |           |
| Bonmatí 3’ Graham Hansen 10’ Hermoso 33’ Putellas 38’, 85’ (rig.) | Marcatori | 73’ Roord |

| Arbitro: | Cheryl Foster |

|                       |           |  |
| Waßmuth 47’ Roord 59’ | Marcatori |  |

| Arbitro: | Lina Lehtovaara |

|              |           |                                    |
| Putellas 41’ | Marcatori | 6’ Henry 23’ Hegerberg 33’ Macario |

### Supercoppa spagnola
| Arbitro: | Olatz Rivera Olmedo |

|                |           |  |
| Putellas 90+1’ | Marcatori |  |

| Arbitro: | Marta Huerta (Aza) |

|                                                           |           |  |
| Engen 16’ Hansen 24’, 27’, 50’ Rolfö 47’ Martens 85’, 90’ | Marcatori |  |

## Statistiche

### Statistiche di squadra
| Competizione             | Punti | In casa | In casa | In casa | In casa | In casa | In casa | In trasferta | In trasferta | In trasferta | In trasferta | In trasferta | In trasferta | Totale | Totale | Totale | Totale | Totale | Totale | DR   |
| Competizione             | Punti | G       | V       | N       | P       | Gf      | Gs      | G            | V            | N            | P            | Gf           | Gs           | G      | V      | N      | P      | Gf     | Gs     | DR   |
| ------------------------ | ----- | ------- | ------- | ------- | ------- | ------- | ------- | ------------ | ------------ | ------------ | ------------ | ------------ | ------------ | ------ | ------ | ------ | ------ | ------ | ------ | ---- |
| Primera División         | 90    | 15      | 15      | 0       | 0       | 83      | 5       | 15           | 15           | 0            | 0            | 76           | 6            | 30     | 30     | 0      | 0      | 159    | 11     | +148 |
| Coppa della Regina       | -     | -       | -       | -       | -       | -       | -       | 2            | 2            | 0            | 0            | 6            | 1            | 2      | 2      | 0      | 0      | 6      | 1      | +5   |
| Women's Champions League | -     | 5       | 5       | 0       | 0       | 23      | 4       | 5            | 4            | 0            | 1            | 14           | 3            | 11     | 9      | 0      | 2      | 38     | 10     | +28  |
| Supercoppa spagnola      | -     | 2       | 2       | 0       | 0       | 8       | 0       | -            | -            | -            | -            | -            | -            | 2      | 2      | 0      | 0      | 8      | 0      | +8   |
| Totale                   | -     | 22      | 22      | 0       | 0       | 114     | 9       | 22           | 21           | 0            | 1            | 96           | 10           | 45     | 43     | 0      | 2      | 211    | 22     | +189 |

### Andamento in campionato
| Giornata  | 1 | 2 | 3 | 4 | 5 | 6 | 7 | 8 | 9 | 10 | 11 | 12 | 13 | 14 | 15 | 16 | 17 | 18 | 19 | 20 | 21 | 22 | 23 | 24 | 25 | 26 | 27 | 28 | 29 | 30 |
| --------- | - | - | - | - | - | - | - | - | - | -- | -- | -- | -- | -- | -- | -- | -- | -- | -- | -- | -- | -- | -- | -- | -- | -- | -- | -- | -- | -- |
| Luogo     | C | T | C | T | C | T | T | C | T | C  | T  | C  | T  | C  | C  | T  | C  | T  | C  | T  | C  | C  | T  | C  | T  | C  | T  | C  | T  | T  |
| Risultato | V | V | V | V | V | V | V | V | V | V  | V  | V  | V  | V  | V  | V  | V  | V  | V  | V  | V  | V  | V  | V  | V  | V  | V  | V  | V  | V  |
| Posizione | 1 | 1 | 1 | 1 | 1 | 1 | 1 | 1 | 1 | 1  | 1  | 1  | 1  | 1  | 1  | 1  | 1  | 1  | 1  | 1  | 1  | 1  | 1  | 1  | 1  | 1  | 1  | 1  | 1  | 1  |

Legenda:

Luogo: C = Casa; T = Trasferta. Risultato: V = Vittoria; N = Pareggio; P = Sconfitta.

### Statistiche delle giocatrici
Sono in corsivo le giocatrici che hanno lasciato il club a stagione in corso.
| Giocatore         | Primera División | Primera División | Primera División | Primera División | Coppa della Regina | Coppa della Regina | Coppa della Regina | Coppa della Regina | Supercoppa spagnola | Supercoppa spagnola | Supercoppa spagnola | Supercoppa spagnola | UEFA Champions League | UEFA Champions League | UEFA Champions League | UEFA Champions League | Totale   | Totale | Totale      | Totale     |
| Giocatore         | Presenze         | Reti             | Ammonizioni      | Espulsioni       | Presenze           | Reti               | Ammonizioni        | Espulsioni         | Presenze            | Reti                | Ammonizioni         | Espulsioni          | Presenze              | Reti                  | Ammonizioni           | Espulsioni            | Presenze | Reti   | Ammonizioni | Espulsioni |
| ----------------- | ---------------- | ---------------- | ---------------- | ---------------- | ------------------ | ------------------ | ------------------ | ------------------ | ------------------- | ------------------- | ------------------- | ------------------- | --------------------- | --------------------- | --------------------- | --------------------- | -------- | ------ | ----------- | ---------- |
| O. Baradad        | 7                | 1                | 0                | 0                | 2                  | 0                  | 0                  | 0                  | -                   | -                   | -                   | -                   | 2                     | 0                     | 0                     | 0                     | 11       | 1      | 0           | 0          |
| J. Bartel         | 2                | 0                | 0                | 0                | -                  | -                  | -                  | -                  | -                   | -                   | -                   | -                   | -                     | -                     | -                     | -                     | 2        | 0      | 0           | 0          |
| A. Bonmatí        | 25               | 13               | 0                | 1                | 2                  | 0                  | 0                  | 0                  | -                   | -                   | -                   | -                   | 9                     | 4                     | 1                     | 0                     | 36       | 17     | 1           | 1          |
| M. Caldentey      | 15               | 6                | 2                | 0                | -                  | -                  | -                  | -                  | -                   | -                   | -                   | -                   | 6                     | 1                     | 0                     | 0                     | 21       | 7      | 2           | 0          |
| C. Coll           | 8                | -3               | 0                | 0                | -                  | -                  | -                  | -                  | 0                   | 0                   | 0                   | 0                   | 0                     | 0                     | 0                     | 0                     | 8        | -3     | 0           | 0          |
| A-M. Crnogorčević | 20               | 5                | 0                | 0                | -                  | -                  | -                  | -                  | -                   | -                   | -                   | -                   | 8                     | 1                     | 0                     | 0                     | 28       | 6      | 0           | 0          |
| I.S. Engen        | 23               | 2                | 0                | 1                | 2                  | 0                  | 0                  | 0                  | 2                   | 1                   | 0                   | 0                   | 9                     | 1                     | 0                     | 0                     | 36       | 4      | 0           | 1          |
| A. Falcón         | -                | -                | -                | -                | -                  | -                  | -                  | -                  | -                   | -                   | -                   | -                   | -                     | -                     | -                     | -                     | -        | -      | -           | -          |
| J. Fernández      | 12               | 2                | 2                | 0                | -                  | -                  | -                  | -                  | 2                   | 0                   | 0                   | 0                   | 4                     | 0                     | 0                     | 0                     | 18       | 2      | 2           | 0          |
| G. Font           | 6                | -3               | 0                | 0                | 0                  | 0                  | 0                  | 0                  | 0                   | 0                   | 0                   | 0                   | 0                     | 0                     | 0                     | 0                     | 6        | -3     | 0           | 0          |
| C. Graham Hansen  | 23               | 6                | 0                | 0                | 1                  | 0                  | 0                  | 0                  | 2                   | 3                   | 0                   | 0                   | 8                     | 2                     | 0                     | 0                     | 34       | 11     | 0           | 0          |
| P. Guijarro       | 25               | 4                | 0                | 0                | 2                  | 0                  | 1                  | 0                  | 2                   | 0                   | 0                   | 0                   | 7                     | 0                     | 1                     | 0                     | 36       | 4      | 2           | 0          |
| J. Hermoso        | 23               | 16               | 1                | 0                | 2                  | 2                  | 0                  | 0                  | 2                   | 0                   | 1                   | 0                   | 8                     | 5                     | 1                     | 0                     | 35       | 23     | 3           | 0          |
| E. Laborde        | 1                | 0                | 0                | 0                | -                  | -                  | -                  | -                  | -                   | -                   | -                   | -                   | 0                     | 0                     | 0                     | 0                     | 1        | 0      | 0           | 0          |
| M.P. León         | 22               | 2                | 3                | 0                | 2                  | 0                  | 0                  | 0                  | 1                   | 0                   | 0                   | 0                   | 8                     | 1                     | 0                     | 0                     | 33       | 3      | 3           | 0          |
| L. Martens        | 21               | 16               | 0                | 0                | 1                  | 0                  | 0                  | 0                  | 2                   | 2                   | 0                   | 0                   | 5                     | 2                     | 0                     | 0                     | 29       | 20     | 0           | 0          |
| A. Mingueza       | 0                | 0                | 0                | 0                | -                  | -                  | -                  | -                  | -                   | -                   | -                   | -                   | -                     | -                     | -                     | -                     | 0        | 0      | 0           | 0          |
| M. Molina         | 1                | 0                | 0                | 0                | 1                  | 0                  | 0                  | 0                  | -                   | -                   | -                   | -                   | -                     | -                     | -                     | -                     | 2        | 0      | 0           | 0          |
| M. Muñoz          | -                | -                | -                | -                | -                  | -                  | -                  | -                  | -                   | -                   | -                   | -                   | 0                     | 0                     | 0                     | 0                     | 0        | 0      | 0           | 0          |
| A. Oshoala        | 19               | 20               | 1                | 0                | -                  | -                  | -                  | -                  | 2                   | 0                   | 0                   | 0                   | 5                     | 1                     | 0                     | 0                     | 26       | 21     | 1           | 0          |
| L. Ouahabi        | 25               | 2                | 1                | 0                | 2                  | 0                  | 1                  | 0                  | 2                   | 0                   | 0                   | 0                   | 9                     | 1                     | 1                     | 0                     | 38       | 3      | 3           | 0          |
| S. Paños          | 17               | -5               | 1                | 0                | 2                  | -1                 | 0                  | 0                  | 2                   | 0                   | 0                   | 0                   | 9                     | -7                    | 0                     | 0                     | 30       | -13    | 1           | 0          |
| I. Paredes        | 24               | 4                | 3                | 0                | -                  | -                  | -                  | -                  | 2                   | 0                   | 0                   | 0                   | 9                     | 1                     | 2                     | 0                     | 35       | 5      | 5           | 0          |
| A. Pereira        | 19               | 0                | 0                | 0                | 2                  | 0                  | 0                  | 0                  | 1                   | 0                   | 0                   | 0                   | 5                     | 0                     | 0                     | 0                     | 27       | 0      | 0           | 0          |
| M. Pérez          | 6                | 0                | 0                | 0                | 2                  | 0                  | 0                  | 0                  | 0                   | 0                   | 0                   | 0                   | 1                     | 0                     | 0                     | 0                     | 9        | 0      | 0           | 0          |
| C. Pina           | 24               | 14               | 0                | 0                | 2                  | 1                  | 0                  | 0                  | 1                   | 0                   | 0                   | 0                   | 7                     | 2                     | 0                     | 0                     | 34       | 17     | 0           | 0          |
| A. Putellas       | 26               | 18               | 1                | 0                | 2                  | 3                  | 0                  | 0                  | 2                   | 1                   | 1                   | 0                   | 9                     | 10                    | 2                     | 0                     | 39       | 32     | 4           | 0          |
| F. Rolfö          | 26               | 9                | 0                | 0                | 1                  | 0                  | 1                  | 0                  | 2                   | 1                   | 0                   | 0                   | 10                    | 3                     | 0                     | 0                     | 39       | 13     | 1           | 0          |
| M. Serrano        | 23               | 3                | 2                | 0                | 1                  | 0                  | 0                  | 0                  | 2                   | 0                   | 0                   | 0                   | 5                     | 0                     | 1                     | 0                     | 31       | 3      | 3           | 0          |
| M. Torrejón       | 29               | 6                | 1                | 0                | 2                  | 0                  | 1                  | 0                  | 2                   | 0                   | 0                   | 0                   | 9                     | 2                     | 1                     | 0                     | 42       | 8      | 3           | 0          |
| O. Vignola        | 1                | 0                | 0                | 0                | -                  | -                  | -                  | -                  | -                   | -                   | -                   | -                   | 1                     | 0                     | 0                     | 0                     | 2        | 0      | 0           | 0          |
| B. Vilamala       | 5                | 3                | 0                | 0                | -                  | -                  | -                  | -                  | -                   | -                   | -                   | -                   | 2                     | 0                     | 0                     | 0                     | 7        | 3      | 0           | 0          |